# Les Clans de la lune alphane
 (avril 2017).
Si vous disposez d'ouvrages ou d'articles de référence ou si vous connaissez des sites web de qualité traitant du thème abordé ici, merci de compléter l'article en donnant les références utiles à sa vérifiabilité et en les liant à la section « Notes et références ».
Les Clans de la lune alphane est un roman de Philip K. Dick paru sous le titre Clans of the Alphane Moon en 1964.

## Résumé
Chuck Rittersdorf est le « pauvre type » à l'état pur. Agent sous-payé de la CIA, il travaille comme programmeur de sims (simulacres), faux humains électroniques. Il est terrorisé par son ex-femme Mary, psychiatre séduisante et ambitieuse, qui est prête à tout pour lui faire payer une plus grosse pension alimentaire. Il se laisse engager comme scénariste adjoint de Bunny Hentman, célèbre comique de télévision. Pour satisfaire à ses deux emplois, il consomme des drogues anti-sommeil illicites, tout en se liant d'amitié avec un fongus intelligent de Ganymède, Lord Running Clam. Il ignore que Bunny Hentman est en réalité un espion du système alphane (voir ci-dessous).
Alpha-3-M-6, lune secondaire[pas clair] d'Alpha du Centaure, a été colonisée par les Terriens, qui en ont fait une clinique géante pour malades mentaux. La très longue guerre qui a opposé la Terre aux insectoïdes d'Alpha a entraîné la fuite du personnel. Les psychopathes, laissés à eux-mêmes, ont alors formé leur propre société, divisée en clans rivaux : les Manses, maniaques brillants et pervers ; les Pares, qui s'entourent de systèmes de sécurité destructeurs ; les Heebs, bienheureux clochards qui n'ont d'autre richesse que leurs visions...
La Terre veut restaurer de nouveau son autorité sur la lune alphane. Elle envoie une mission sous l'autorité de la psychiatre Mary Rittersdorf. À bord se trouve un solide garde du corps qui, à l'insu de tous, est un sim de la CIA actionné par Chuck Rittersdorf... et celui-ci a de bonnes raisons de souhaiter que son ex-femme ne revienne pas vivante de son voyage.
La surveillance de la CIA se resserre sur l'organisation de Bunny Hentman et de son complice involontaire Chuck Rittersdorf. Notre anti-héros, aidé par son ami Fongus, échappera-t-il à ses ex-collègues ? Rejoindra-t-il Bunny Hentman qui prépare sa fuite vers l'Empire alphane ? Mary Rittersdorf arrivera-t-elle à garder sa raison au contact des fous de la lune alphane ? Une intrigue échevelée dans une société malade, anti-utopique, terriblement inquiétante, surtout peut-être parce qu'elle ressemble à la nôtre.